# Šárka B. Hrbková
Šárka B. Hrbková (rozená Šárka Hrbková,[zdroj⁠?!] 23. srpna 1878 Cedar Rapids, Iowa – 7. února 1948 Cedar Rapids) byla česko-americká univerzitní profesorka, překladatelka, slavistka, historička, novinářka, spisovatelka, spolková činovnice, sufražetka a feministka, členka americké sekce tzv. Prvního československého odboje. Od roku 1908 byla zaměstnána jakožto vysokoškolská pedagožka češtiny a slavistiky na University of Nebraska v Lincolnu, Nebraska, čímž se stala vůbec první ženou českého původu pedagogicky působící na vysoké škole.
Rovněž literárně zpracovávala historii české komunity ve Spojených státech či překládala české autory do angličtiny.

## Život

### Mládí
Narodila se ve městě Cedar Rapids v americkém státě Iowa, kde v té době žila značná česká komunita, jako třetí z celkem čtyř děti v rodině českých emigrantů Josefa Hrbka (1829–1887) a jeho manželky Barbory (1839–1922). Matka pocházela z obce Proseč Obořiště u Nové Cerekve v jižních Čechách, je možné, že oba rodiče do USA odešli právě z tohoto kraje. Většina jejich potomků se pak již narodila v Cedar Rapids. Jejím mladším bratrem byl Jefrem D. Hrbek (1882–1907), pozdější univerzitní profesor češtiny.

### Pedagogické působení
Po nabytí základního vzdělání absolvovala školu pro učitele a od roku 1895 začala pedagogicky působit, mj. na školách pro české imigranty, kde se vyučovalo česky. Od ledna 1908 přijala místo profesorky češtiny na University of Nebraska v hlavním městě státu Lincoln, kde zastoupila svého zemřelého bratra prof. Jefrema Hrbka, který zemřel roku 1907. Stala se tak první Češkou, která začala pedadodicky působit na univerzitě - v českých zemích v područí Rakouska-Uherska se ve stejné době ženy zasazovaly o samotnou možnost řádného univerzitního studia.

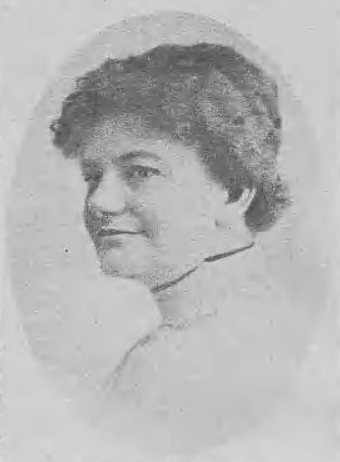
Šárka B. Hrbková jako ředitelka Československé informační kanceláře (1926)

Byla přijata na University of Iowa v Iowa City ke studiu slavistiky a bohemistiky, kterou absolvovala roku 1909 s titulem B.A. Zde byla patrně studentkou mj. profesora slavistiky Bohuslava Šimka. Roku 1910 jí byl na nebraské univerzitě přiznán titul adjunct professor. Zde roku 1914 získala titul M.A. a následně zde pedagogicky působila jako assistant professor (odborná asistentka) slavistiky a bohemistiky. Roku 1918 se stala řádnou prodesorkou. V Lincolnu se rovněž v letech 1908 až 1917 podílela jakožto šéfredaktorka na vydávání česky psaného periodika Komenský.

### První československý odboj
Po dobu své kariéry byla mimořádně činnorodá ve společenském prostředí české komunity v USA, zesílené snahami o vznik samostatného československého státu po začátku první světové války. Pořádala osvětové přednášky týkající se slovanství a historie česko-americké komunity po celých Spojených státech, např. v Texasu, Clevelandu, Oklahoma City a dalších. Po roce 1914 se svým vystupováním či novinovými příspěvky do česky psaných česko-amerických periodik angažovala v podpoře aktivit exilové skupiny Tomáše Garrigue Masaryka, Edvarda Beneše a Milana Rastislava Štefánika zasazujících se o vznik samostatného Československa. Krátce také působila ve vedení ženské organizace Women Comitee, Council of National Defence.

### Po roce 1918
Roku 1919 se vzdala své práce na univerzite v Nebrasce a přestěhovala se do New Yorku, kde téhož roku nastoupila ředitelka tzv. Československé informační kanceláře, na jejímž vzniku se podíleli Čechoameričané a podporovatelé československé samostatnosti Josef Tvrzický-Kramer a Anna Tvrzická. Ve vedoucí funkci patrně přímo nahradila Josefa Tvrzického, jehož zdravotní stav se vinou dědičné choroby prudce zhoršovala dovedl jej k sebevraždě roku 1920.
V dalších letech byla pak nadále činná v americko-československých kontaktech. V New Yorku pak nadále působila jako tlumočnice a autorka. Roku 1924 navštívila Prahu.

### Úmrtí
Šárka B. Hrbková zemřela 7. února 1948 ve svém rodném Cedar Rapids ve věku 69 let. Pohřbena byla v rodinném hrobě na Českém národním hřbitově v Cedar Rapids.

## Dílo
- Czechoslovak Stories (v češtině i angličtině, 1920)
- Historical paintings of the Slavic nations by Alfons Mucha (spolupráce, 1921)

### Překlady
- Jan Výrava, divadelní hra od Františka Adolfa Šuberta (1915)
- Žně, divadelní hra od Františka Adolfa Šuberta (?)
- The Will o' the Wisp, divadelní hra od Jaroslava Kvapila (1916)[8]